# Maciej Starosta
Maciej Starosta, pseud. Ślimak (ur. 9 stycznia 1971 w Poznaniu) – polski perkusista, kompozytor, wokalista, producent muzyczny i inżynier dźwięku aktywny na scenach muzyki metalowej i chrześcijańskiej. Członek zespołów Acid Drinkers, Flapjack, 2Tm2,3, Arka Noego i Houk. Członek Akademii Fonograficznej ZPAV.

## Życiorys
Znany jest przede wszystkim z występów w thrashmetalowej formacji Acid Drinkers, w której gra na perkusji, okazjonalnie także śpiewa i gra na gitarze. Wraz z zespołem ośmiokrotnie otrzymał nagrodę polskiego przemysłu fonograficznego Fryderyka. W latach 1993–2015 oraz ponownie od 2016 roku współtworzy także zespół Flapjack. Od końca 1993 był perkusistą zespołu Ndingue (z wokalistą Grzegorzem „Guzikiem” Guzińskim na czele), zastępując Wojciecha Żmijewskiego, a odszedł ze składu przed 1996. Od 1999 roku gra w zespole Roberta Friedricha Arka Noego. W latach 1996–1999 występował w grupie 2Tm2,3. Współpracował także z zespołami Houk i Dog Family.
W grudniu 2023 roku został perkusistą supergrupy Dorosłe Dzieci. Oprócz niego do zespołu weszli Grzegorz Kupczyk, Adam Wolski, Kuba Płucisz, Paweł Oziabło, Grzegorz Stępień i Piotr Łukaszewski.
Był żonaty z siostrą Roberta "Litzy" Friedricha, z którą do 2009 r. ma szóstkę dzieci: Gustawa, Tobiasza, Julka, Michalinę, Malwinę i Halszkę.

## Dyskografia
- 2Tm2,3 – Przyjdź (1996, Metal Mind Productions)
- Dog Family – Escape (1997, b.d.)
- 2Tm2,3 – 2Tm2,3 (1999, Metal Mind Productions)
- Houk – Extra Pan (2000, Pomaton EMI)

## Instrumentarium
| Bębny Pearl MMP Masters Premium Maple No.100 Wine Red Black Hardware - 12"x10" Tom tom - 16"x16" Floor tom - 18"x16" Floor tom - 24"x18" Bass drum Masters Premium Legend No.109 Arctic White Black Hardware - 10"x8" Tom tom - 12"x9" Tom tom - 16"x14" Floor tom - 18"x16" Floor tom - 24"x18" Bass drum - Werbel Sensitone Elite STE1450BR - Werbel Free Floating FB1450 |  | Osprzęt - DR-503 ICON 3-Sided Rack - Stands and holders series "2000", "1000" Talerze Zildjian - 13" Hi-hat Z-custom - 10" Splash A-custom - 6" Zil bell - 12" Splash A-custom - 18" Crash A-custom - 19" Crash A-custom - 20" Crash A-custom - 20" China A-custom - 21" Ride Z-custom |

## Nagrody i wyróżnienia
| Rok  | Kategoria                                               | Nagroda                                    | Nota      |
| ---- | ------------------------------------------------------- | ------------------------------------------ | --------- |
| 2011 | Najbardziej Inspirujący Polski Perkusista Wszech Czasów | Plebiscyt Magazynu Perkusista i Music Info | 1 miejsce |